# Gibberellinsäure
Gibberellinsäure (GA oder GA3) ist ein pflanzliches Phytohormon und der bekannteste Vertreter aus der Gruppe der Gibberelline. Es handelt sich um eine Diterpenoid-Carbonsäure.

## Entdeckung
Die Gibberellinsäure wurde 1954 durch B.E. Cross entdeckt. Von den schon seit den 1930er Jahren bekannten Gibberellinen (GA1 und GA2) unterschied sie sich durch eine höhere Wirksamkeit.

## Funktionen
Gibberellinsäure fördert die Keimfähigkeit und Keimschnelligkeit, hat Einfluss auf das Längenwachstum und die Befruchtung der Gefäßpflanzen und hebt die Winterruhe auf. In höheren Konzentrationen beeinflusst GA im Protonema von Laubmoosen den Gravitropismus und das Längenwachstum. Wie an Physcomitrella patens gezeigt, sind in diesen Pflanzen einzelne Mitglieder der GA-Signalleitung zu finden. Produziert wird die Gibberellinsäure in den Plastiden junger Blätter, ebenso – um die Reifung zu fördern – in unreifen Samen und Früchten.

## Verwendung
Im Weinbau wird GA zur vorbeugenden Bekämpfung von Essigfäule und Botrytis cinerea auf die Weinreben aufgebracht. Im Gartenbau wird sie als Keimhilfe angewandt, um die sofortige Keimung schwer- oder kaltkeimender Pflanzen auszulösen.
Im Obstbau dient GA der Verbesserung des Fruchtansatzes bei Birnen, Heidel- und Preiselbeeren (10–50 ppm) und der Förderung der Glattschaligkeit bei Äpfeln (50–100 ppm).
Beim Mälzen kann durch Zugabe von GA die Keimruhe der Braugerste gebrochen werden. In Deutschland ist dieser Prozess nicht zulässig.
In der Biochemie wird Gibberellinsäure bei der chemisch induzierten Dimerisierung von bestimmten Fusionsproteinen verwendet.
Durch Behandlung des Saatgutes mit Gibberellinsäure kann die Keimruhe von Pflanzensamen verkürzt werden.

## Zulassungsstatus
In Deutschland, Österreich und der Schweiz sind Pflanzenschutzmittel mit Gibberellinsäure als Wirkstoff zugelassen.